# Joan Ruiz i Carbonell
Joan Ruiz i Carbonell, né le 10 août 1954, est un homme politique espagnol membre du Parti des socialistes de Catalogne (PSC).
Il est élu député de la circonscription de Tarragone lors des élections générales de mars 2008.

## Biographie

### Vie privée
Marié, il est père de trois enfants.

### Formation et profession
Joan Ruiz i Carbonell est titulaire d'une licence en histoire et géographie. Il est professeur de primaire.

### Activités politiques
Le 9 mars 2008, il est élu député pour Tarragone au Congrès des députés et réélu en 2011, 2015, 2016 et 2019 et 2019.
Durant la XIIIe législature, il est président de la Commission des Politiques globales en matière de handicap.